# Bisdom Puntarenas
Het bisdom Puntarenas (Latijn: Dioecesis Puntarenensis) is een rooms-katholiek bisdom met als zetel Puntarenas, in Costa Rica. Het bisdom is suffragaan aan het aartsbisdom San José de Costa Rica.

## Geschiedenis
Het bisdom werd opgericht op 17 april 1998, uit delen van de bisdommen San Isidro de El General en Tilarán. 

## Parochies
Het bisdom had in 2021 een oppervlakte van 3.930 km2 en telde 244.100 inwoners waarvan 88,7% rooms-katholiek was.

## Bisschoppen
- Hugo Barrantes Ureña (17 april 1998 - 13 juli 2002)
- Oscar Gerardo Fernández Guillén (4 juni 2003 - heden)